# Appendix Vergiliana
Con el nombre de Appendix (apéndice), Carmina minora (poemas menores) o Iuvenilia opera (obras de juventud) se denominan los textos que, en la antigüedad o en el presente, se han incluido en el cuerpo de obras atribuidas al poeta latino P. Virgilio Marón. La denominación puede entenderse en tres sentidos distintos:
- Según las indicaciones de las biografías antiguas, cuyas primeras redacciones se supone que se remontan a épocas casi contemporáneas al poeta, en los dos primeros siglos de la era,
- según las recopilaciones incluidas en los manuscritos medievales y en las ediciones renacentistas,
- o como el conjunto de poemas que en la actualidad se considera de atribución posible o probable, tal como figura en las ediciones científicas modernas.

Así, Appendix significa igualmente:
1. los títulos que las fuentes antiguas refieren como obras juveniles,
2. la colección de textos heterogéneos de los manuscritos, o bien
3. los pocos poemas que en el presente se consideran como de genuina autoría virgiliana.

## Las fuentes antiguas
Las fuentes biográficas principales se reducen a un texto perteneciente a una colección de biografías atribuida a Suetonio (siglo II), hoy conservada en fragmentos. Un extracto de se habría transmitido hasta el presente en las vidas que se atribuyen a los gramáticos Donato y Servio (s. IV). Según indican expresamente la vida atribuida a Donato, estos poemas serían de la autoría de Virgilio: Catalepton, Priapea, Epigrammata, Diras, Ciris, Culex, a los que el texto de Servio agrega Aetna y Copa.
A los títulos indicados, deben sumarse aún:
- Un dístico transmitido por Suetonio, que habría sido redactado por el poeta en su primera juventud:

monte sub hoc lapidum tegitur Ballista sepultus;
nocte die tutum carpe viator iter.
:"Ballista está cubierto y sepultado por este monte de piedras;
caminante: ahora sin miedo pasa, de día y de noche."

- El epitafio del poeta:

Mantua me genuit, Calabri rapuere, tenet nunc
Parthenope, cecini pascua, rura, duces.
:"Fui engendrado por Mantua, robado por los cálabros, ahora guardado por
Parténope; canté de prados, campos y caudillos."

## Los textos
Los siguientes poemas han sido tenidos por virgilianos en ocasiones a la luz de las biografías antiguas del poeta, si bien la crítica moderna vierte todo tipo de dudas sobre ellos:
- Catalepton (del griego κατά λεπτόν, «por lo pequeño») es una colección de catorce poemas breves de tema y métrica variados que en algún caso imitan versos de Catulo. Algunos autores consideran que dos de ellos pueden haber sido obra de Virgilio.

- Culex (El mosquito) cuenta cómo un pastor mata a un mosquito y su espíritu se le aparece para hacerle reproches y describirle el mundo de ultratumba. Aunque apoyan su autenticidad los testimonios de Lucano, Estacio y Marcial, no es otra cosa que una imitación de época posterior.

- Ciris (del griego κεῖρις, nombre de un pájaro mitológico) es un epilion al modo alejandrino en el que se narra la metarmorfosis de Escila, hija de Niso, en este pájaro.

- Copa (La tabernera) utiliza frases de Virgilio y Propercio para transmitir contenidos epicúreos.

- Moretum (nombre de un alimento compuesto de hierbas, ajo, queso y vino) cuenta cómo un campesino prepara su modesto desayuno. Es una exaltación de la vida en el campo.

- Aetna (El Etna) describe la actividad volcánica de este monte. Ya desde la antigüedad se puso en duda la autoría virgiliana de este poema. Seneca lo adjudica a su amigo Lucilio

## Ediciones críticas
- Siglos XV-XIX

1. Publii Virgilii Maronis appendix, cum supplemento multorum antehac nunquam excusorum poematum ueterum poetarum. Iosephi Scaligeri in eandem appendicem commentari et castigationes. Lugduni: Gugliel. Rouillium. 1573. [Leyden=Lugduni Batauorum: Officina Plantiniana. 1595][4]
2. Publius Virgilius Maro. uarietate lectionis et perpetua adnotatione illustratus Christ. Gottl. Heyne. editio quarta curauit Ge. Phil. Eberard. Wagner. uolumen quartum: carmina minora. Lipsiae: Librariae Hahnianae. Londini: Black, Young and Young. 1832.[5]
3. Appendix Vergiliana. Recensuit et prolegomenis instruxit Otto Ribbeck. Lipsiae: B. G. Teubneri. 1868. [2ª edición. 1895][6]
4. Poetae latini minores. recensuit et emendauit Aemilius Baehrens. uolumen II: Appendix Vergiliana. Moretum. Lipsiae: B. G. Teubneri. 1880.

- Siglos XX-XXI

1. Poeti latini minori. Testo critico, comentato da Gaetano Curcio. Volume II. Appendix Vergiliana. Catania: Francesco Battiato. 1905, 1908.[7]
2. Appendix Vergiliana siue carmina minora Vergilio adtributa. recognouit et adnotatione critica instruxit R. Ellis. Oxonii: Typographeo Clarendoniano. 1907.[8]
3. Poetae latini minores, post Aemilium Baehrens iterum recensuit Fridericus Vollmer. uolumen I: Appendix Vergiliana. Lipsiae: B. G. Teubneri. 1910. [Tertium emendavit Willy Morel. 1935][9]
4. Appendix vergiliana. recognoverunt et adnotatione critica instruxerunt Wendell Vernon Clausen, F. R. D. Goodyear, E. J. Kenney, J. A. Richmond. Oxonii: Typographeo Clarendoniano. 1966.[10]
5. Appendix Vergiliana. Armandus Saluatore, Arcturus de Viuo, Lucianus Nicastri, Ioannes Polara. Roma: Libreria Dello Stato. 1997.[11]

## Traducciones
- Anteriores al siglo XX

1. Toutes les oeuvres de Virgile, traduites en vers françois. Première partie. París: Jaques et Emmanuel Langlois. 1673.[12]
2. Oeuvres complètes de Virgile. Traduction nouvelle. Tome quatrième: Petits poëmes par Valentin Parisot.  París: Panckoucke. 1835.[13]
3. P. Virgilii Maronis opera omnia = Obras completas de P. Virgilio Marón, traducidas al castellano por Eugenio de Ochoa. [Madrid: Imp. y Estereotipia de M. Rivadeneyra. 1869.][14]

- Siglos XX y XXI

1. The minor poems of Vergil, comprising the Culex, Dirae, Lydia, Moretum, Copa, Priapeia, and Catalepton, to which is prefixed a translation of Foca's Life of Vergil, while the latin texts of the poems is appended. Metrically translated into English by Joseph J. Mooney. Birmingham: Cornish Brothers. 1916.[15] [ed. bilingüe]
2. Virgil, with an English translation by H. Rushton Fairclough. In two volumes. Vol. II: Aeneid VII-XII. The minor poems. London: William Heinemann. New York: G. P. Putnam's sons. 1918.  [Revised by George Patrick Goold. Cambridge: Harvard University Press. 2000.][16]
3. La fille d'Auberge suivi des autres poemes attribues a Virgile: Le cachat, L'Aigrette, Le moustique, L'Etna, Epigrammes, Priapees, Imprecations, Elegies pour Mecene, Inscriptions, traduction nouvelle avec avvertissement, notices, notes et index par Maurice Rat. París: Librairie Garnier Frères. 1935.[17]
4. Appendix vergiliana, traduzione, osservazioni e note di Amodeo Emilio. Milano: C. Signorelli. 1940.[18]
5. Appendix vergiliana, traduzione e note a cura di Tommaso Fiore. Bari: Adriatica.[19]
6. Appendix vergiliana, testo, introduzione e traduzione a cura di Remo Giomini. Firenze: La Nuova Italia. 1953.[20]
7. Appendix Vergiliana, testo, traduzione e note critiche a cura di Armando Salvatore. Napoli: Libreria scientifica editrice. 1964.[21]
8. Apèndix virgiliana, text revisat i traducció de Miquel Dolç. Barcelona: Fundació Bernat Metge, Escriptors Llatins n. 218. 1982.[22]
9. Bucólicas. Geórgicas. Apéndice virgiliano: P. Virgilio Marón, introducción general, J.L. Vidal; traducciones, introducciones y notas por Tomás de la Ascensión Recio García y Arturo Soler Ruiz. Madrid: Gredos, D.L. Biblioteca clásica Gredos n. 141. 1990.[23] La traducción de Soler Ruiz está reeditada en Virgilio. Obras completas. Edición biingüe. Madrid: Cátedra. 1.ª edición: 2003; 2.ª edición: 2016.
10. Appendix Vergiliana, prefazione di Luca Canali, a cura di Maria Grazia Iodice; note di Gianfranco Mosconi e Maria Vittoria Truini. Milano: Oscar Mondadori, Classici greci e latini. Testo a fronte. 2002. [Fabbri Centauria. 2017][24]